# Saint-Jean-de-Thurac
 Saint-Jean-de-Thurac  es una población y comuna francesa, en la región de Aquitania, departamento de Lot y Garona, en el distrito de Agen y cantón de Puymirol.

## Demografía
| 293 | 281 | 325 | 344 | 381 | 408 |
| Para los censos de 1962 a 1999 la población legal corresponde a la población sin duplicidades (Fuente: INSEE [Consultar]) |     |     |     |     |     |